# Robert Juniper
Robert Litchfield Juniper (Merredin, Australia, 7 de enero de 1929-Darlington, Australia, 20 de diciembre de 2012) fue un artista australiano, profesor de arte, ilustrador, pintor, grabador y escultor.
Trabajó en la restauración de una ventana característica en la catedral católica de Bunbury, terminada en 2011.
En 2002, Juniper sufrió un derrame cerebral que le impidió utilizar su mano izquierda. Enfermó en octubre de 2011 cuando se acumuló líquido en sus pulmones. Murió en su casa de Darlington el 20 de diciembre de 2012 a la edad de 83 años.

## Obras impresas
- Todd, Trevor (1977) Mason Judy, illustrated by Robert Juniper. Sydney : Methuen of Australia ISBN 0-454-00027-8
- (1982) Asphodel  [illustrated by] Robert Juniper, [text by] Lilla Cole. Fremantle, W.A. : Fremantle Arts Centre Press ISBN 0-909144-59-1 (pbk.)

## Otras lecturas
- Farmer, Alison (1999).Artist of our land. Juniper talks about his painting and his forthcoming retrospective exhibition to be held at the Art Gallery of Western Australia. Sunday times (Perth, W.A.), 29 August 1999, Sunday section, p. 8-9
- Robert Juniper talks about his life Western Mail, 8-9 Feb. 1986, Magazine section, p. 12-15,
- Bevis, Stephen At 78, Juniper is million dollar man of WA art The West Australian, 11 July 2007, p. 12